# 植物的刺
在植物形態學中，刺指植物外部尖利而坚硬的结构，主要功能是防止植食性动物啮食，具保护作用。植物的刺可分為：

## 枝刺
枝刺（英語：thorn）也叫茎刺，是特化的枝条，簡單或分叉。

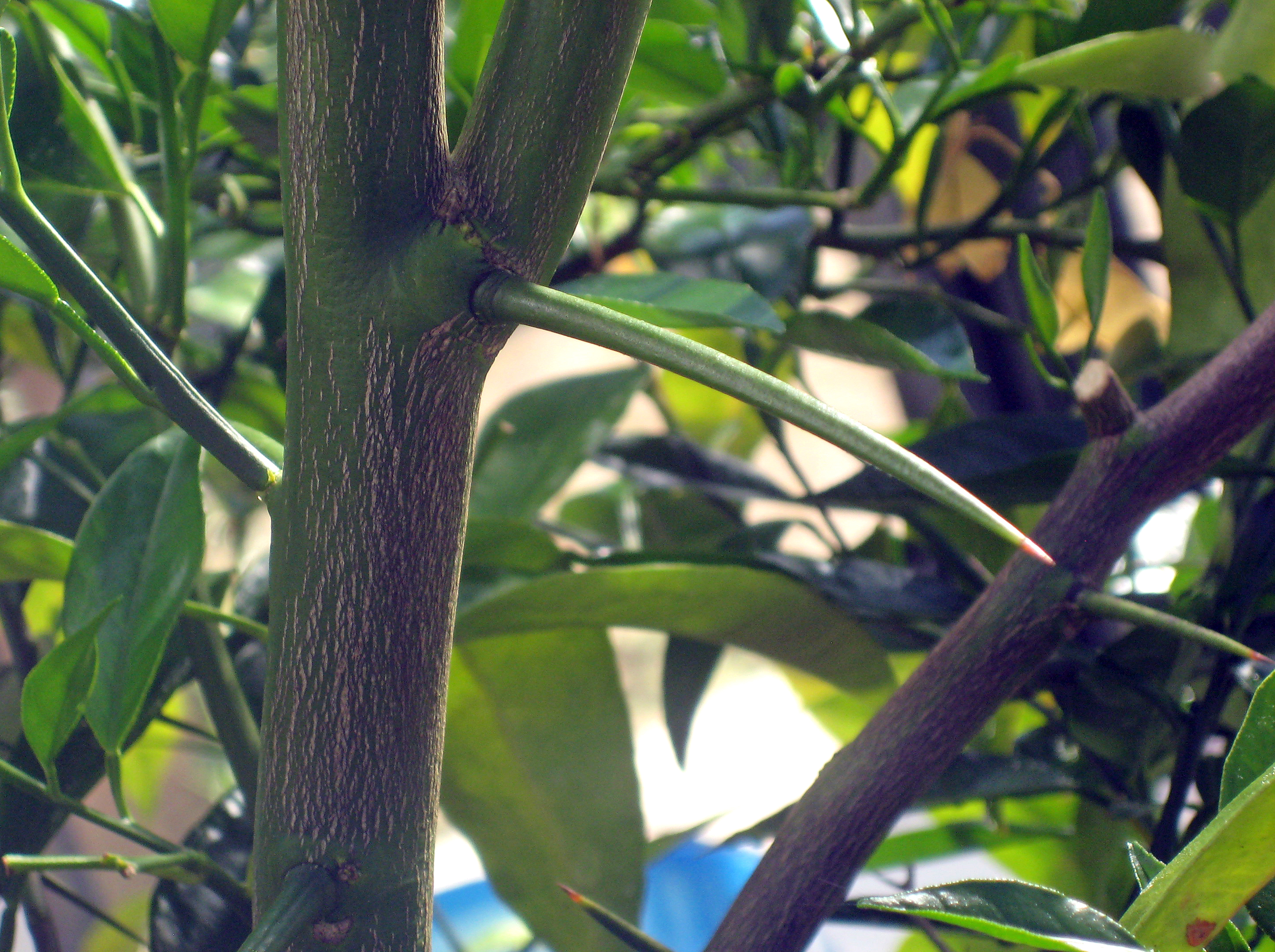
柑橘屬植物的简单枝刺
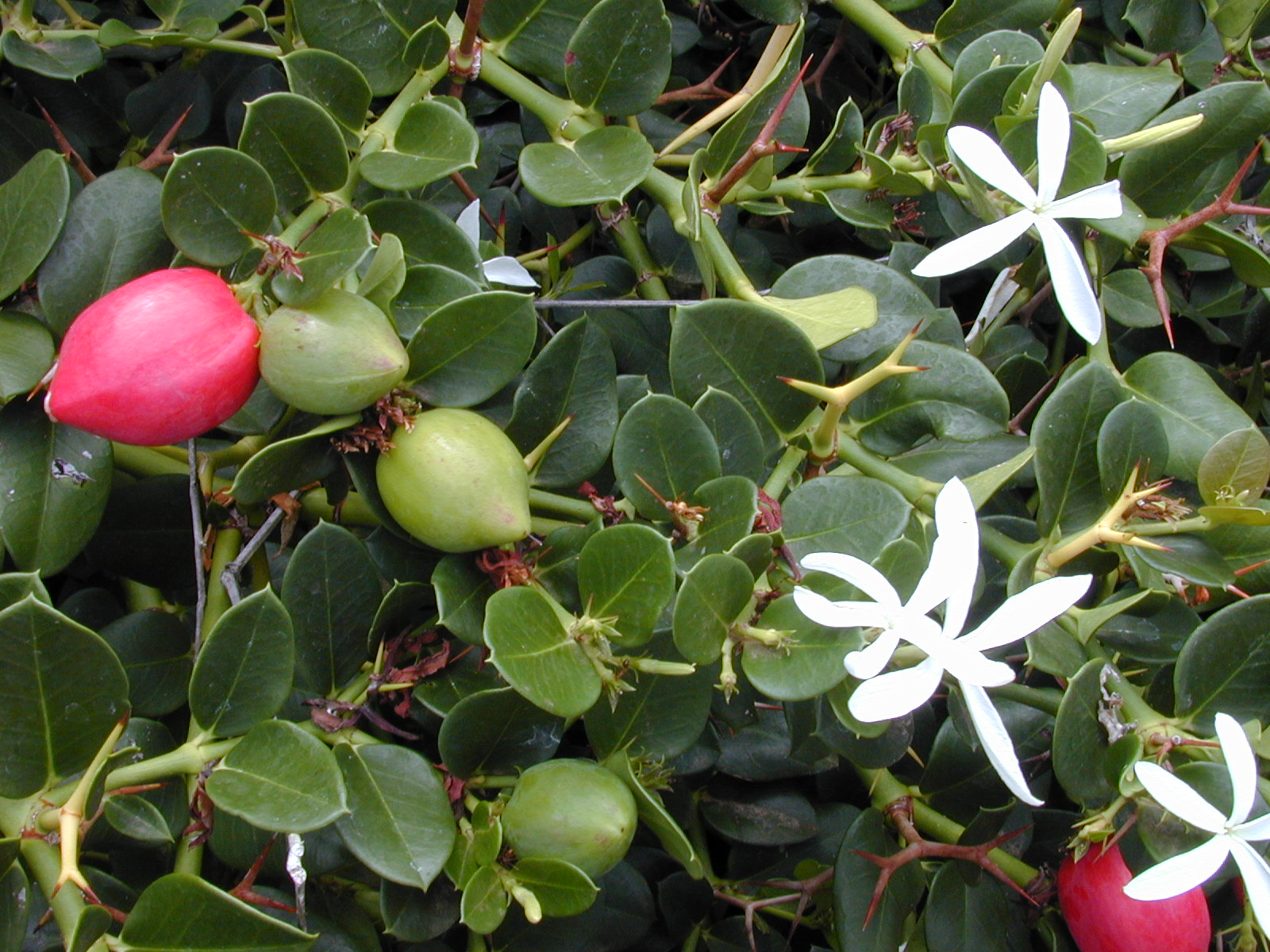
大花假虎刺的分叉枝刺

## 根刺
根刺（英語：root thorn）是特化的不定根。

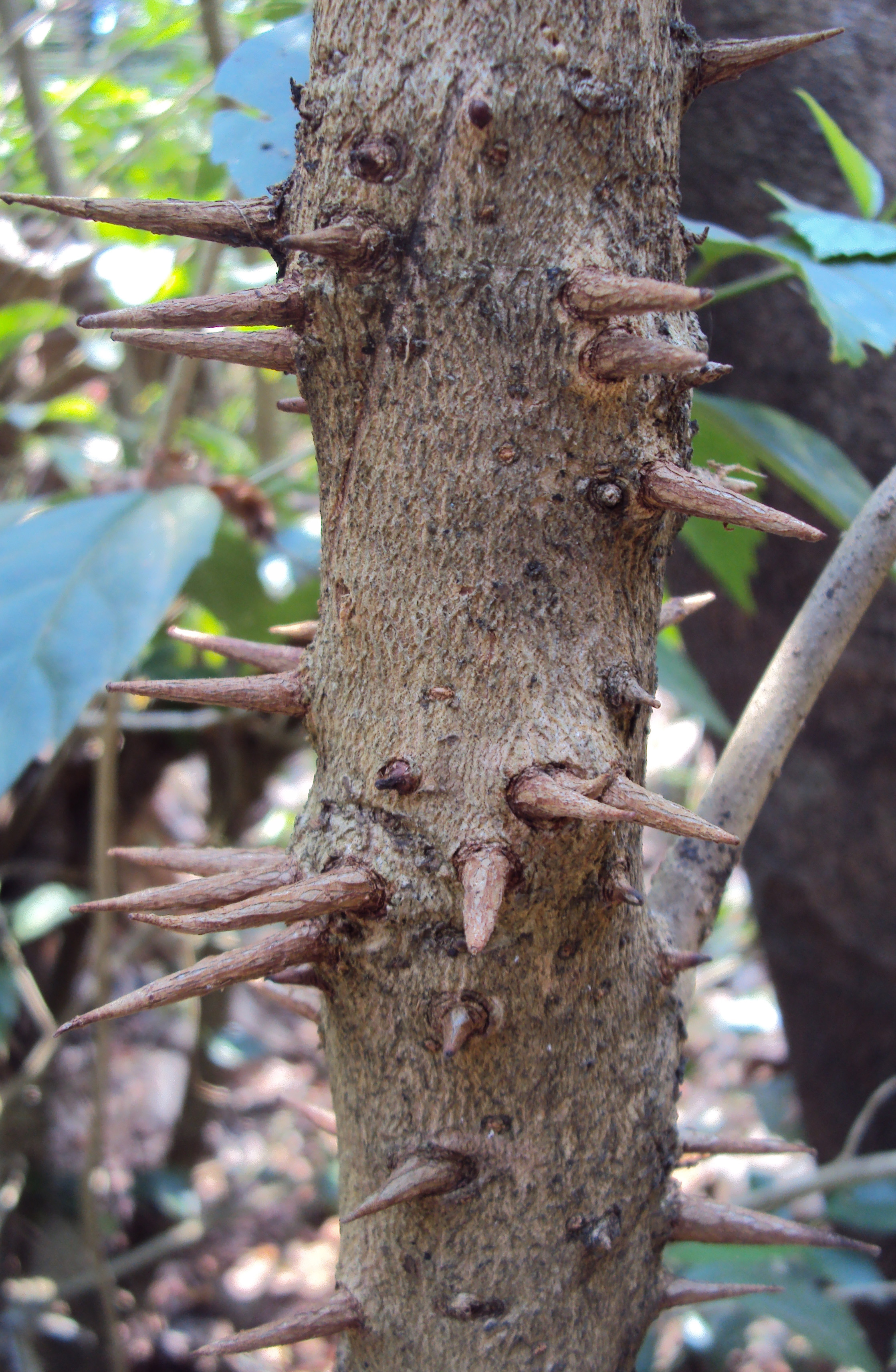
大叶土蜜树的根刺

## 葉刺
叶刺（英語：spine）是特化的葉、小叶/叶裂片、托葉、叶柄。

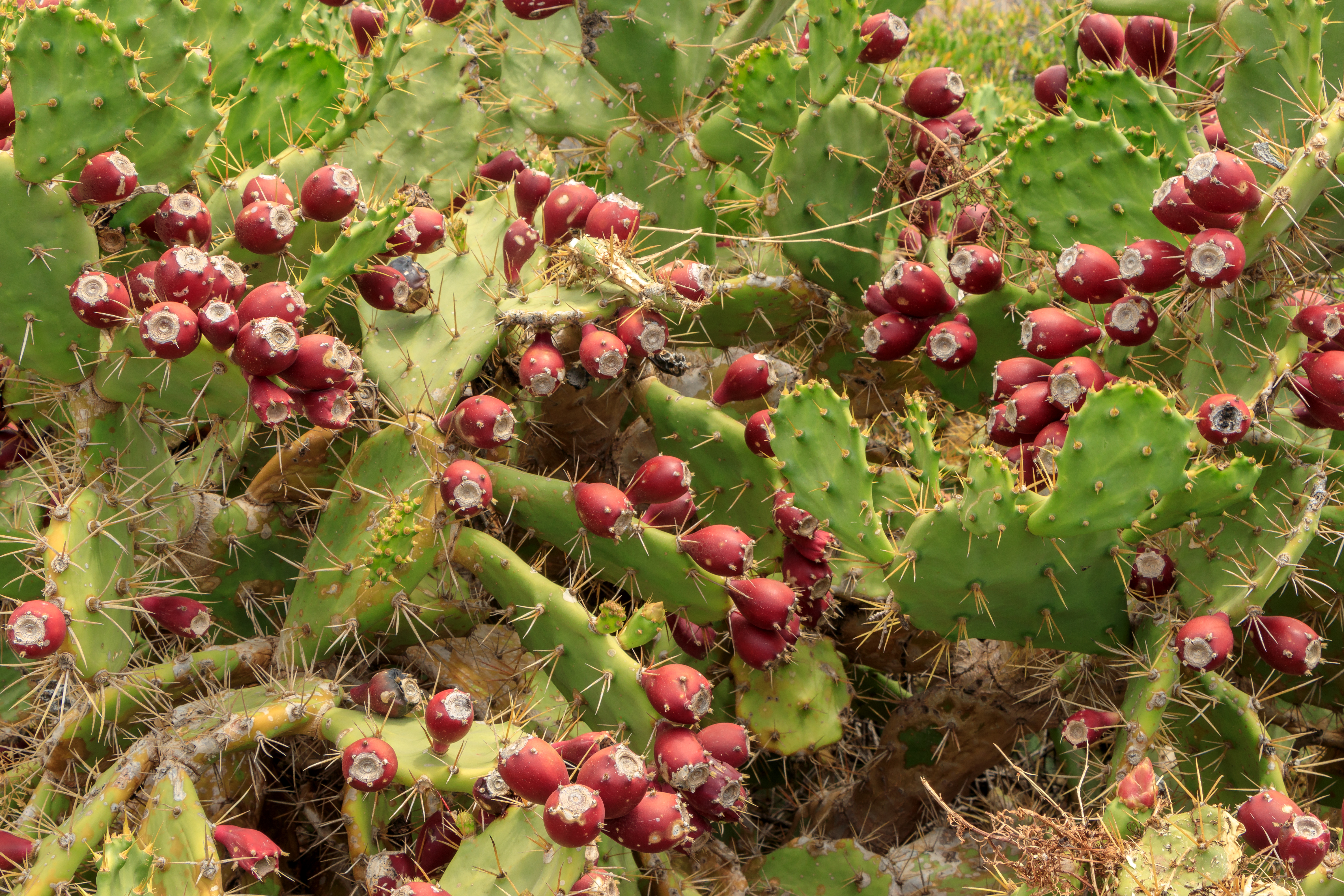
仙人掌的叶刺
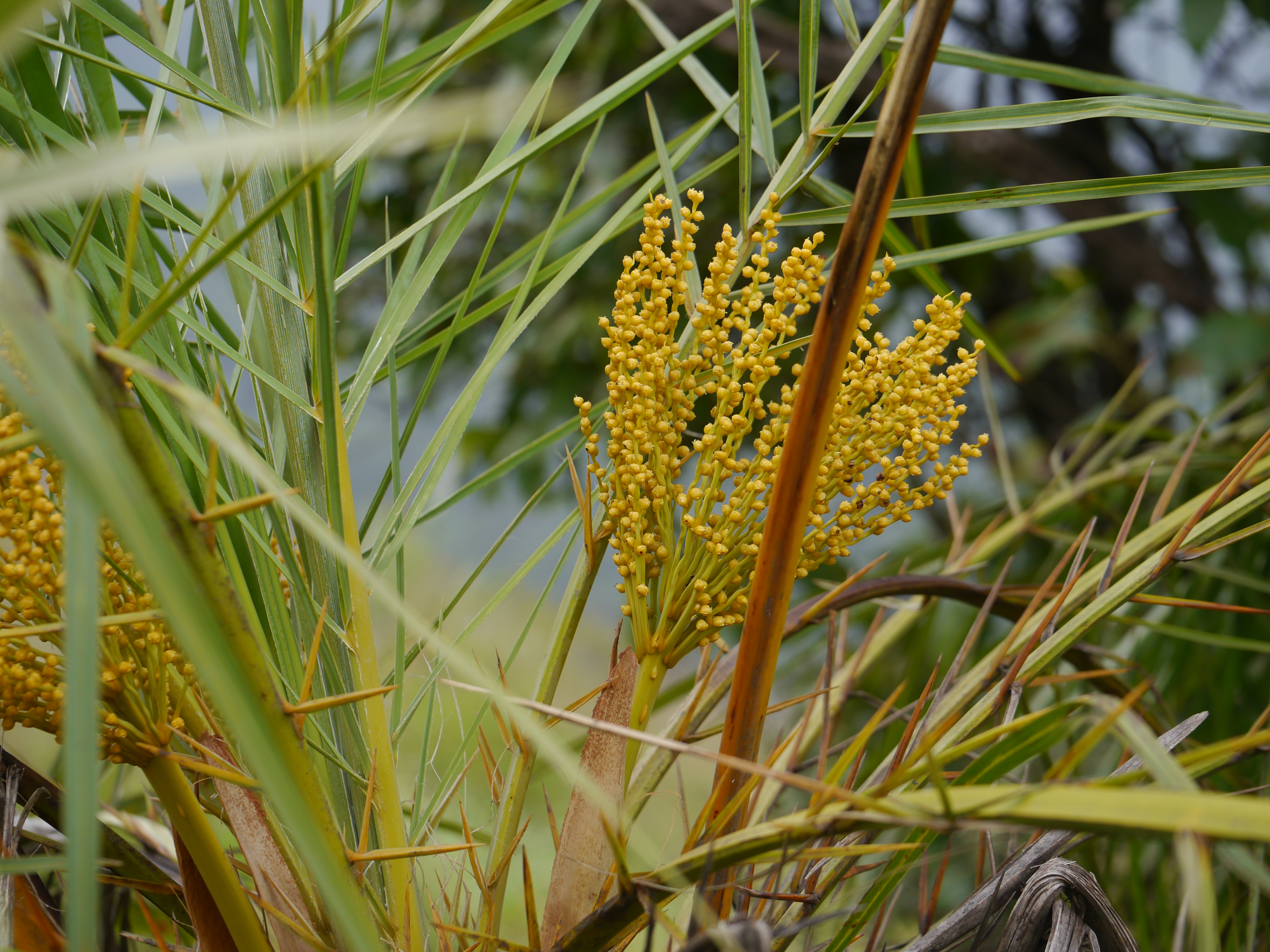
刺葵叶轴基部的裂片特化成刺
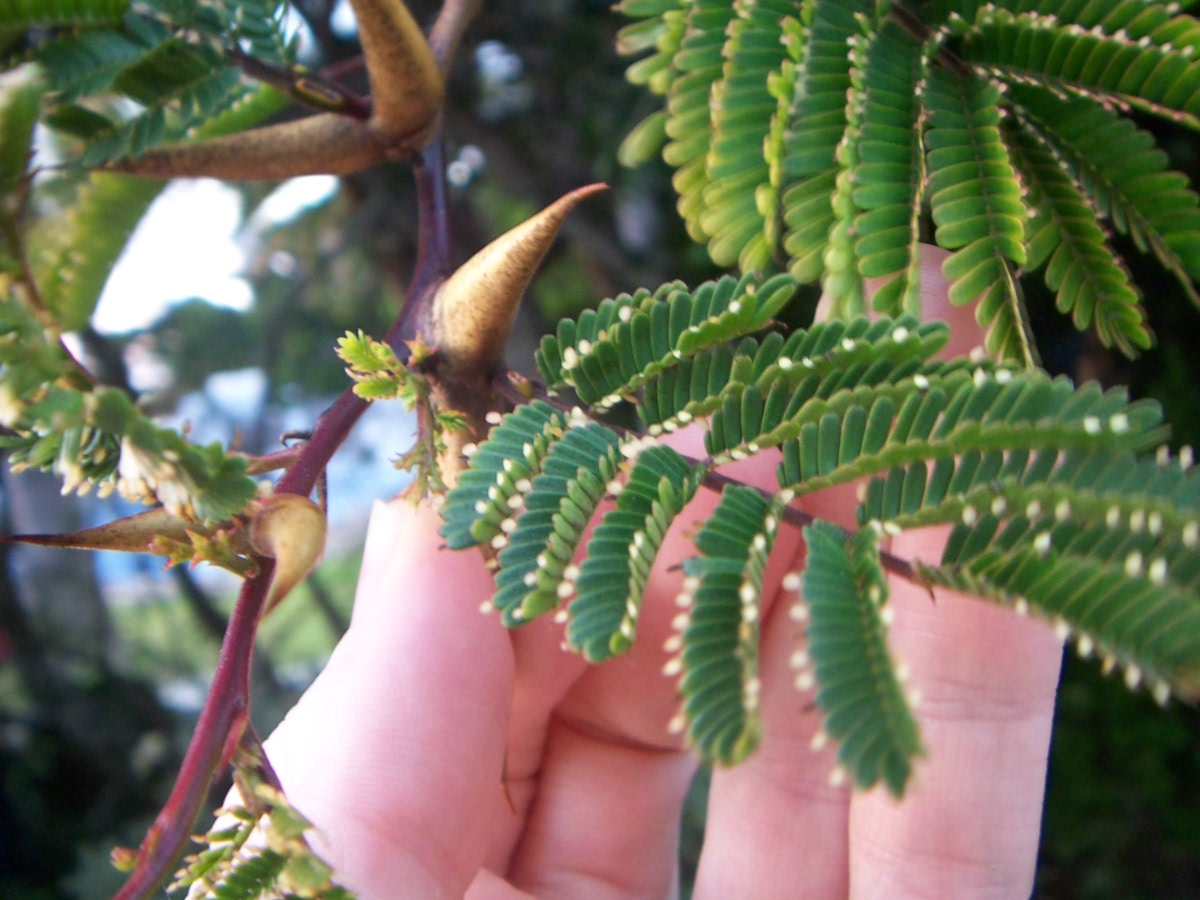
牛角金合欢（英语：Vachellia cornigera）的托叶刺
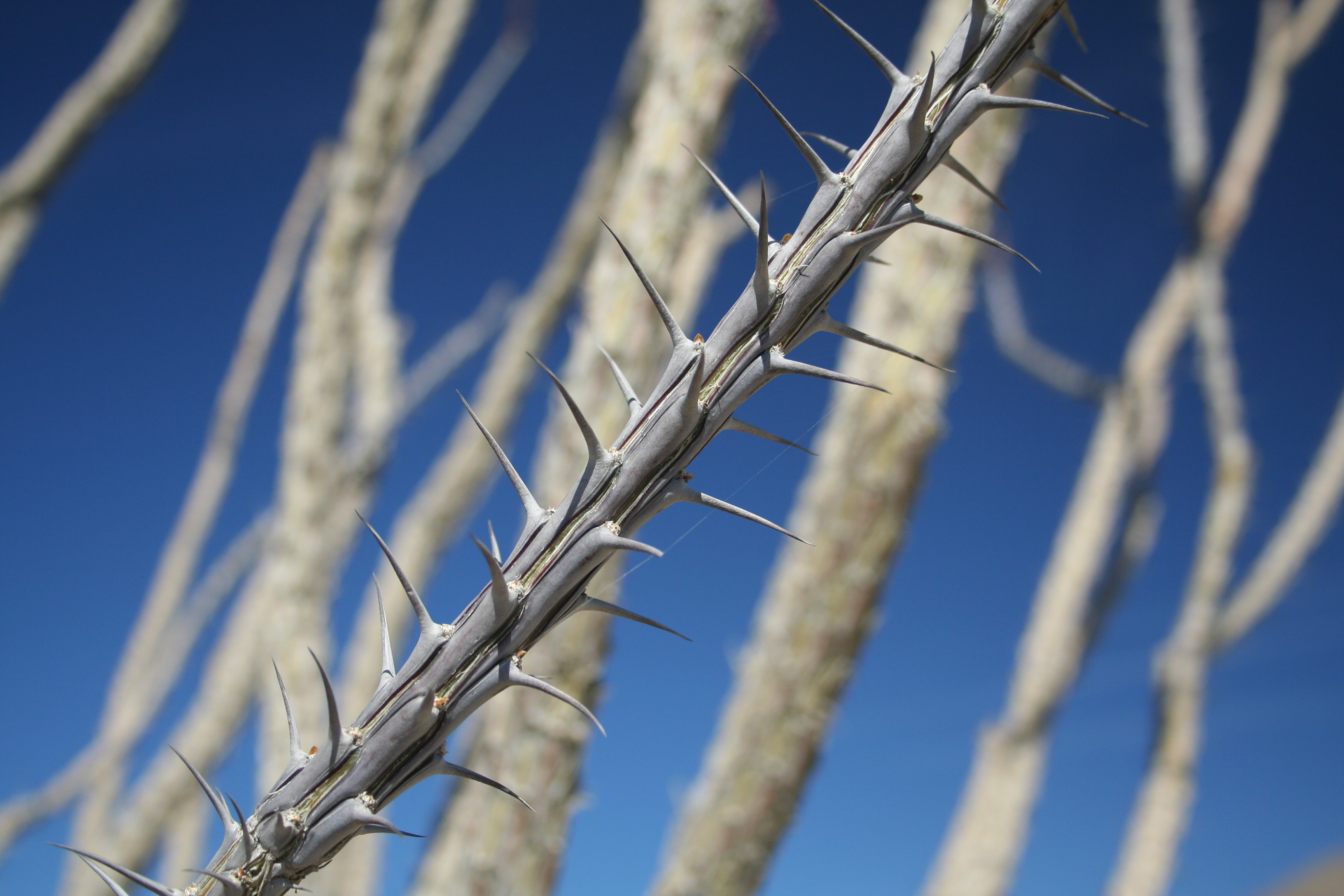
福桂树的叶柄刺

## 皮刺
皮刺（英語：prickle）是皮層及表皮的延伸。前面的几种刺都有维管束，而皮刺没有維管束。

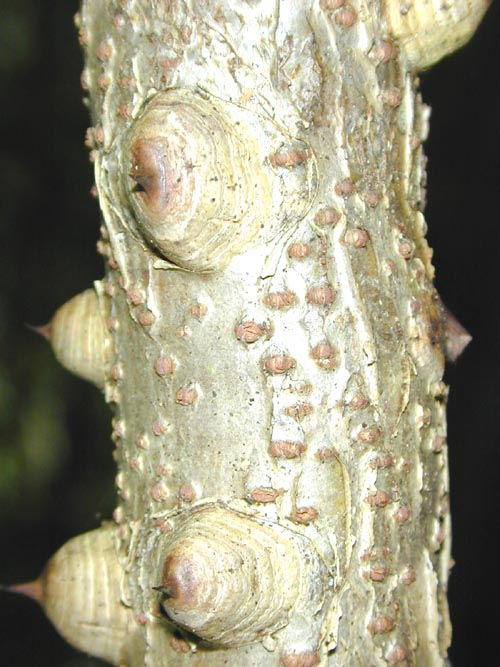
雲實茎上的皮刺
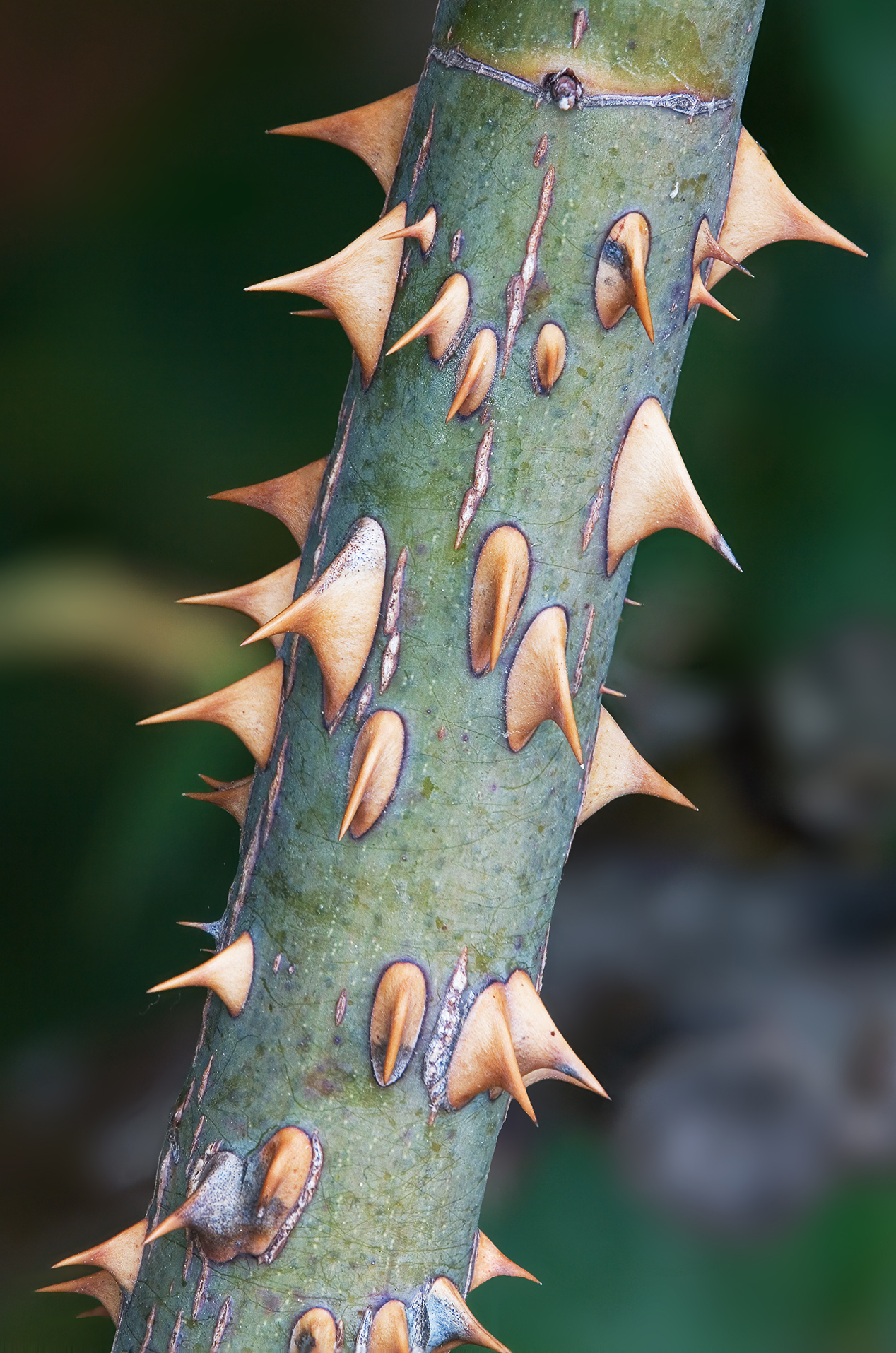
薔薇屬植物茎上的皮刺
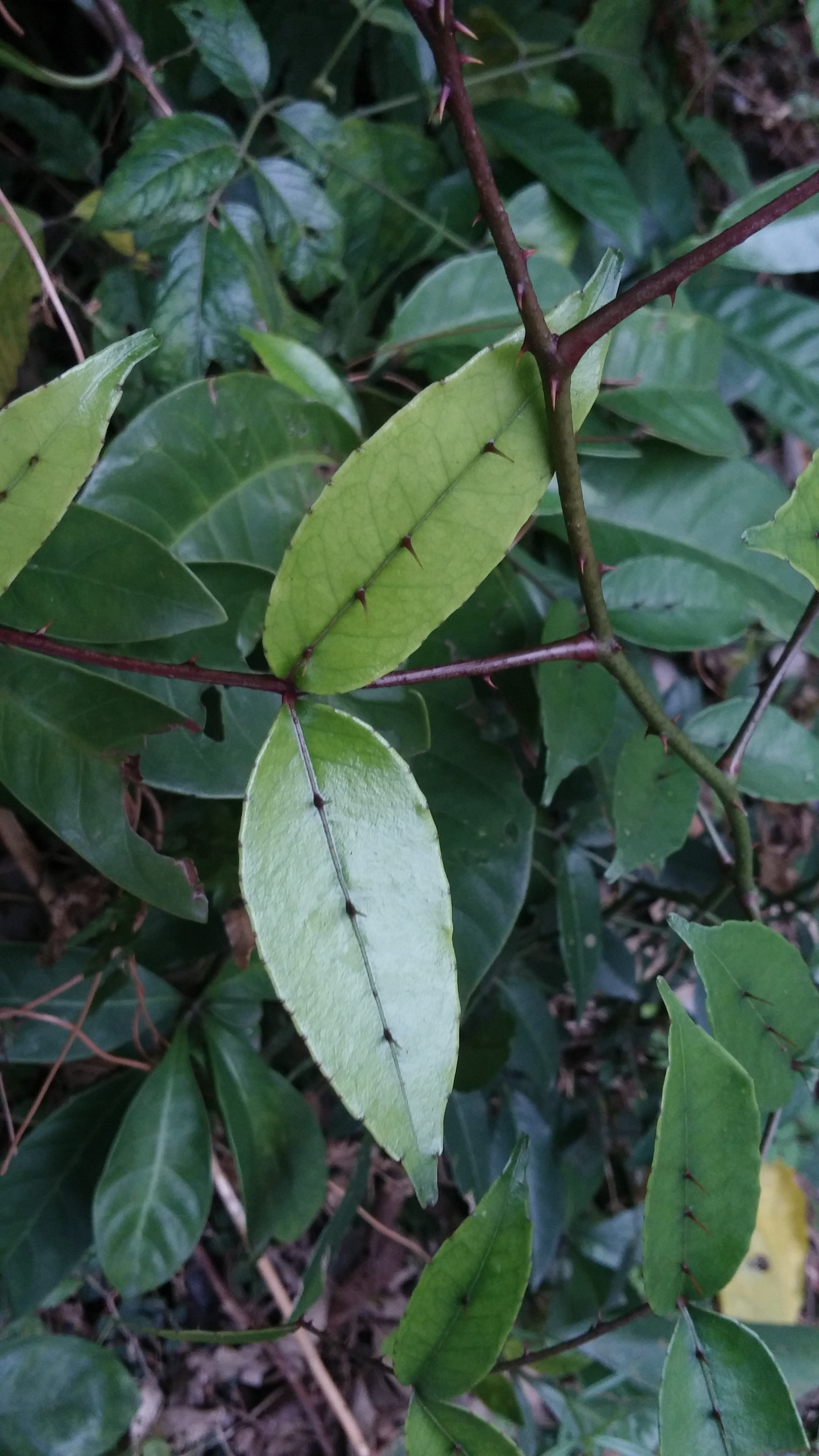
两面针的茎、叶柄、叶轴、主脉上都有皮刺
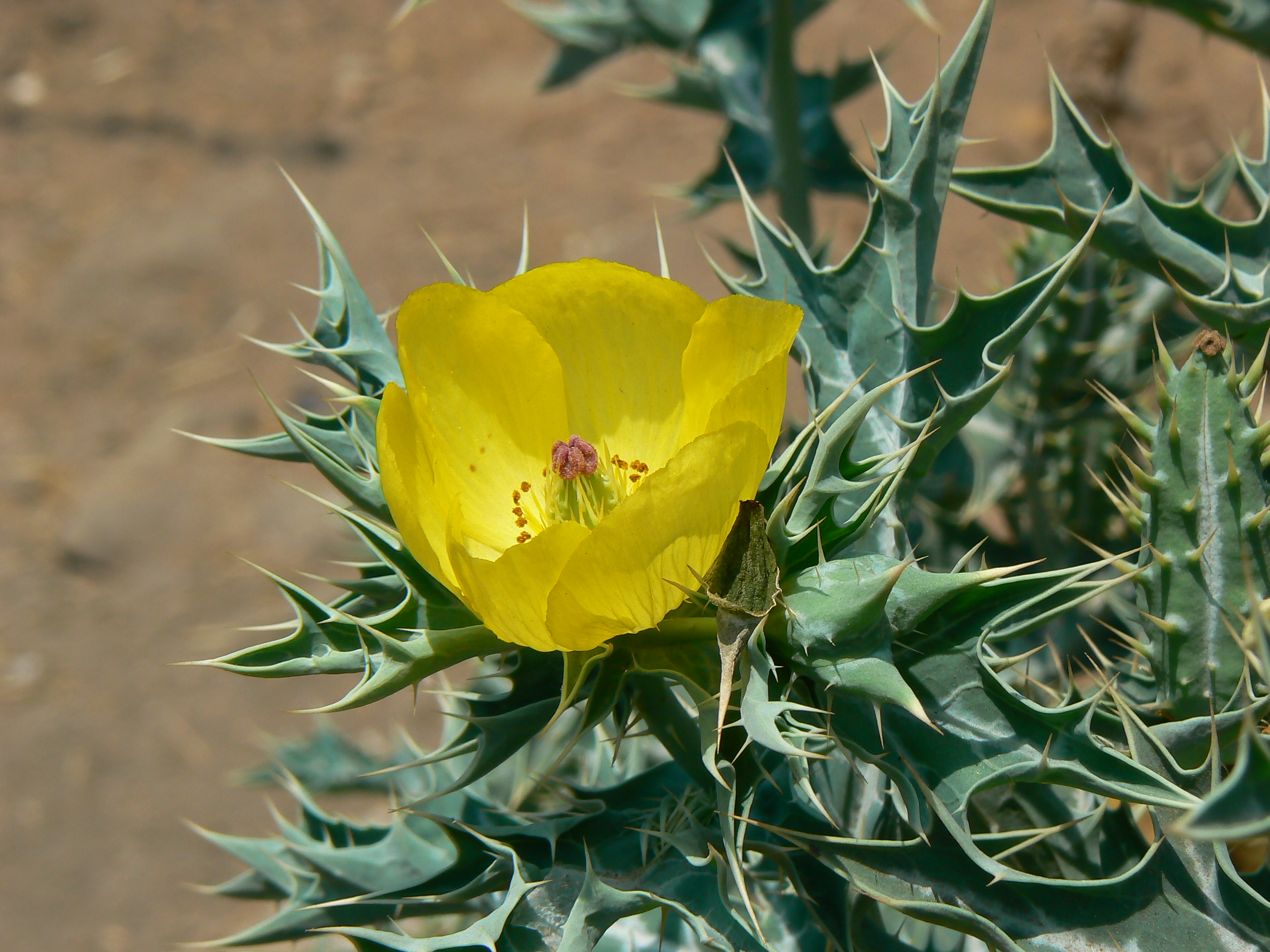
蓟罂粟的茎、叶尖、叶齿、萼片、萼尖、心皮都具有皮刺

## 刺毛
某些植物的表皮毛（英語：trichome）也呈刺状，主要是坚硬的刚毛（英語：bristle）以及蜇人的螫毛（英語：stinging hair）。

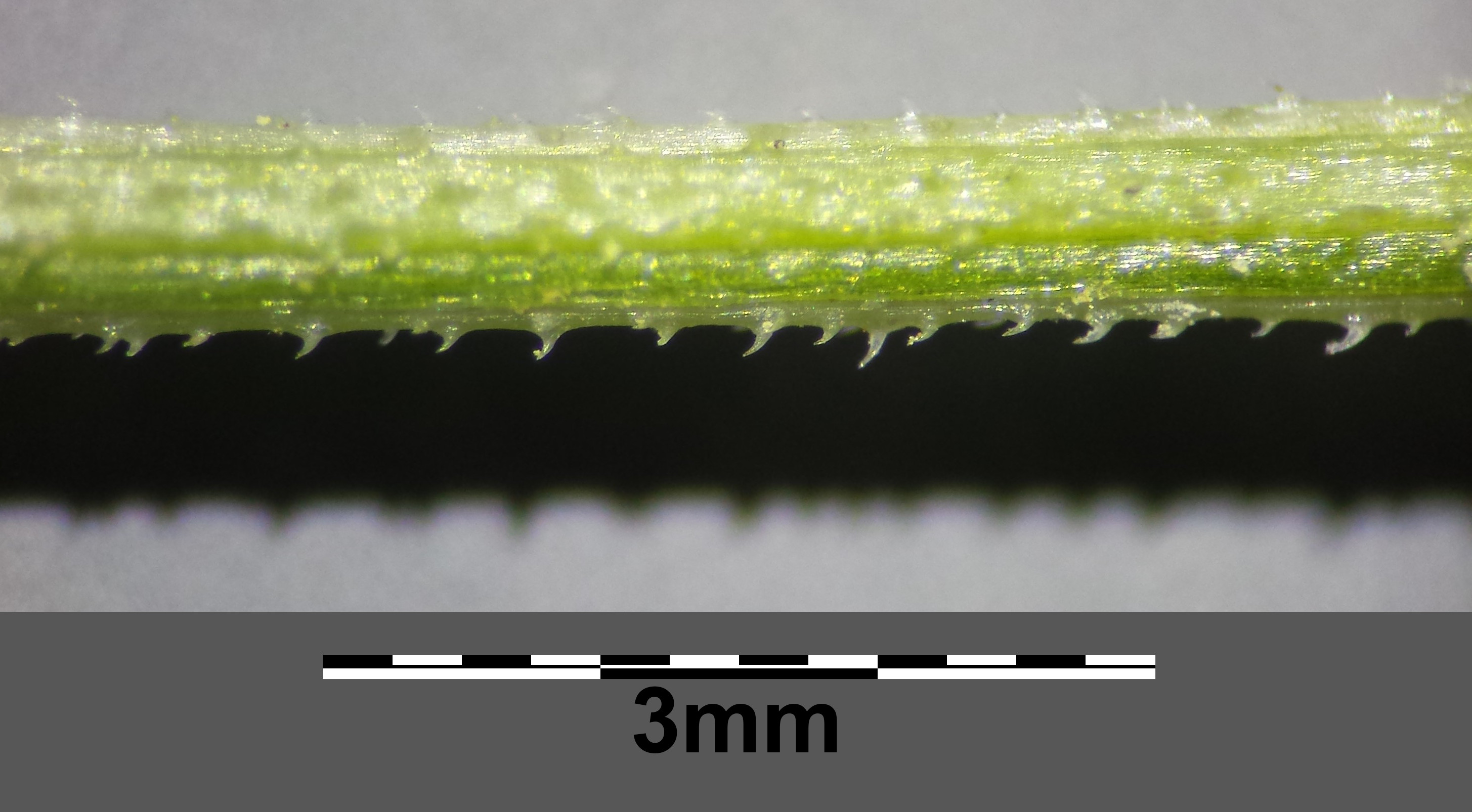
拉拉藤的钩状刚毛
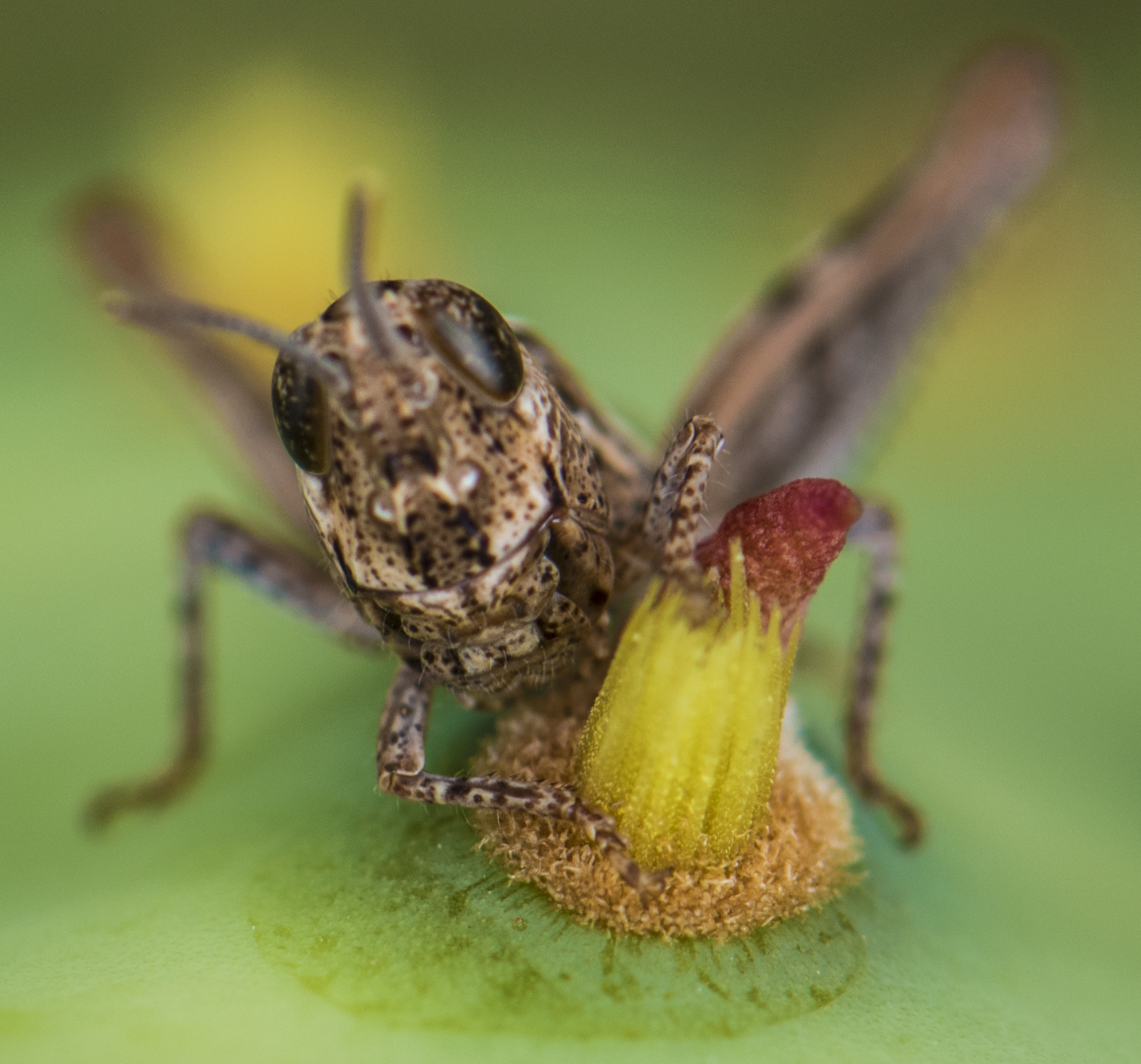
缩刺仙人掌的倒刺刚毛（英语：glochid）
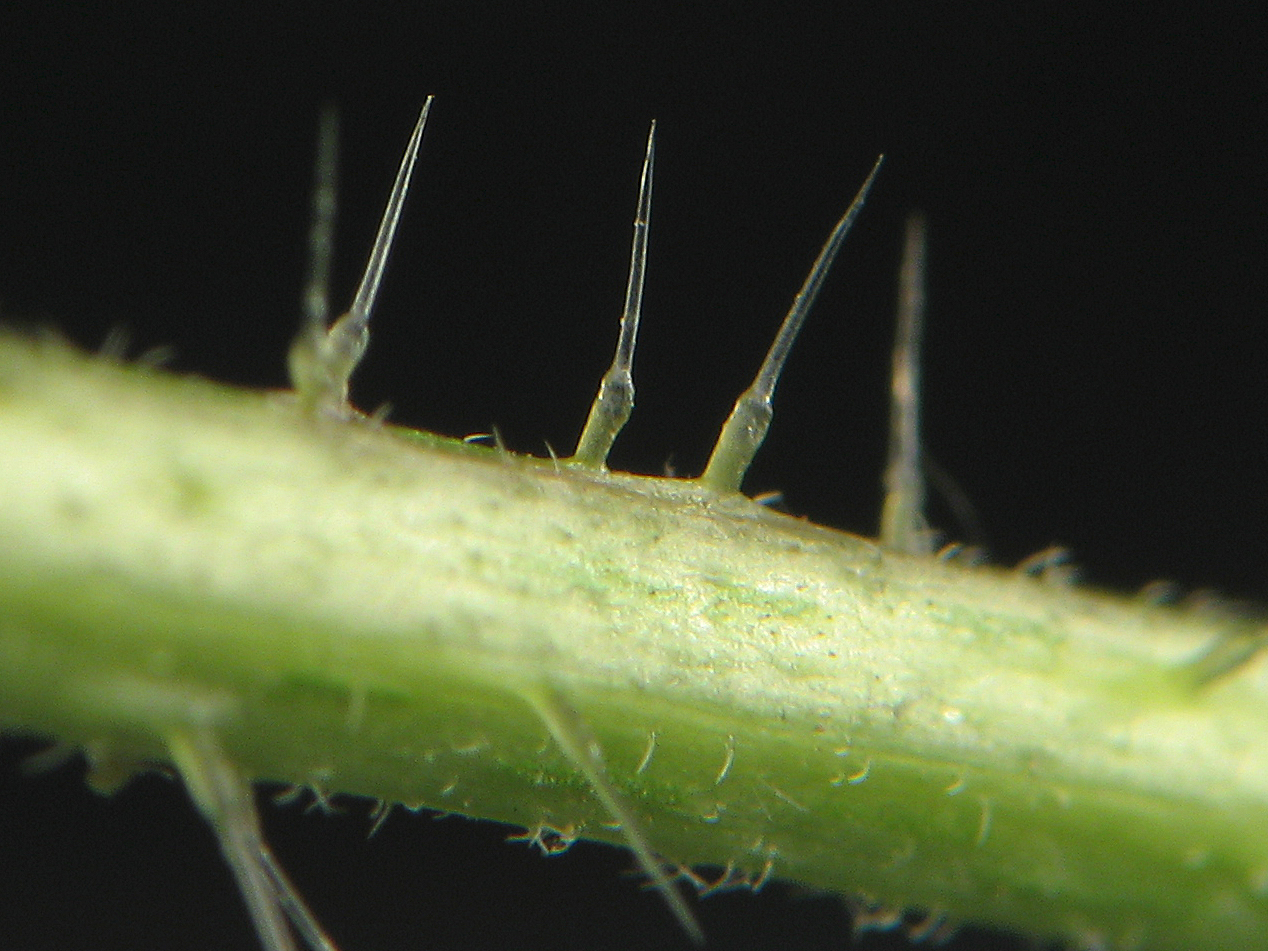
异株荨麻的螫毛